# Forbrændingsmotor
Forbrændingsmotor, er en maskine, eksempelvis en stempelmotor i hvis cylindre en blanding af brændstof og luft forbrændes og derved frembringer et tryk, som bevæger maskinens stempler.

## Hovedgrupper
Forbrændingsmotorer er inddelt i to hovedgrupper,eksplosions- og dieselmotorer, efter den metode brændstof og luft tilføres og forbrændes i cylindrene.

### forbrændingsmotorer
I forbrændingsmotoren tilføres der cylinderen en blanding af forstøvet og fordampet brændstof samt luft, som komprimeres under et højt tryk, og antændes enten ved en elektrisk gnist, gløderør eller glødehoved, hvorved blandingen øjeblikkelig antænder "eksplosionsagtig" under samtidig trykstigning.
Rumfanget over stemplet forøges ikke væsentligt under forbrændingen.

#### Princip
Forbrænding under konstant rumfang.

### Dieselmotorer
I dieselmotoren komprimeres luften til et tryk, som er væsentlig højere end for eksplosionsmotoren, brændstof indsprøjtes lidt før kompressionens ophør, og indsprøjtningen vedvarer under forbrændingen.
Antændelsen sker ved selvantænding, fordi den komprimerede lufts temperatur overstiger brændstoffets selvantændelsestemperatur.

#### Princip
Forbrændingen indledes ved konstant rumfang og fortsættes under konstant tryk.

## Typer af forbrændingsmotorer
Arbejdsgangen i en forbrændingsmotor angives i henhold til arbejdsgangen for indsugning af brændstof og luft, kompressionen, forbrænding med ekspansion og udstød af restprodukter.

### Totaktsmotoren
i en totaktsmotor sker der en forbrænding hver gang stemplet er i top

### Firetaktsmotoren
I firetaktsmotoren udføres ovennævnte operationer under fire stempelslag, det vil sige to omdrejninger af motorens krumtap. 

#### Arbejdsgang
Hvis arbejdsgangen kun sker i den fra krumtappen vendende cylinderende, kaldes motoren enkeltvirkende.
Sker arbejdsgangen i begge cylinderender, kaldes motoren dobbeltvirkende.

## Tuning
Tuningssæt anvendes til at ændre køretøjer eller knallerter så de kan køre hurtigere. Tuningssæt til knallerter indeholder gerne ny cylinder, karburator og tandhjul til ny gearing.